# Sigma Chi
La Fraternidad Internacional Sigma Chi (ΣΧ) es una de las fraternidades sociales más grandes de América del Norte.  La fraternidad tiene 244 capítulos de estudiantes universitarios activos y 152 capítulos de exalumnos en los Estados Unidos y Canadá y ha iniciado a más de 350.000 miembros. La fraternidad fue fundada el 28 de junio de 1855 en la Universidad de Miami en Oxford, Ohio, por miembros que se separaron de la fraternidad Delta Kappa Epsilon.
Sigma Chi se divide en siete entidades operativas: Sigma Chi Fraternity, Sigma Chi Foundation, Sigma Chi Canadian Foundation, Risk Management Foundation, Constantine Capital Inc., Blue and Gold Travel Services y el recién organizado Sigma Chi Leadership Institute.
Como todas las fraternidades, Sigma Chi tiene sus propios colores, insignias y rituales. Según la constitución de la fraternidad, "el propósito de esta fraternidad será cultivar y mantener los altos ideales de amistad, justicia y aprendizaje sobre los cuales se fundó Sigma Chi".

## Historia

### Fundación
Sigma Chi fue fundada en 1855 por Benjamin Piatt Runkle, Thomas Cowan Bell, William Lewis Lockwood, Isaac M. Jordan, Daniel William Cooper, Franklin Howard Scobey y James Parks Caldwell como resultado de un desacuerdo sobre quién sería elegido poeta en el Sociedad Literaria Erodelfiana de la Universidad de Miami en Ohio.
Varios miembros del capítulo Delta Kappa Epsilon de la Universidad de Miami (del que eran miembros todos menos uno de los fundadores de Sigma Chi) también eran miembros de la Sociedad Literaria Erodelphian. En el otoño de 1854, la sociedad literaria debía elegir a su poeta y un miembro de Delta Kappa Epsilon fue nominado para el puesto. Cinco de sus hermanos lo apoyaron, pero otros cuatro, James Caldwell, Isaac Jordan, Benjamin Runkle y Franklin Scobey, apoyaron a otro hombre que no era miembro de la fraternidad. Aunque Thomas Bell y Daniel Cooper no eran miembros de Erodelphian, se habían alineado con los cuatro miembros disidentes. El capítulo tenía doce miembros en total y estaban divididos equitativamente sobre el tema. Ambas partes vieron esto como una cuestión de principios y durante los meses siguientes sus amistades se distanciaron.
En febrero de 1855, Runkle y sus compañeros planearon una cena para sus hermanos en un intento de sellar la brecha. Whitelaw Reid , uno de los otros hermanos que apoyó al miembro de Delta Kappa Epsilon como poeta, fue el único en llegar. Reid trajo a un alumno de Delta Kappa Epsilon llamado Minor Millikin de un pueblo cercano.  Reid le había contado a Millikin su versión de la disputa y habían llegado para castigar al grupo por no apoyar a su hermano Delta Kappa Epsilon. Los líderes de la rebelión, Runkle y Scobey, iban a ser expulsados de la fraternidad. A los otros cuatro se les permitiría permanecer en la fraternidad.  Runkle renunció y después de que se contactó al capítulo de padres de la Universidad de Yale, los seis hombres fueron expulsados formalmente.
Los seis hombres decidieron formar su propia fraternidad junto con William Lewis Lockwood, un estudiante de Nueva York que no se había unido a ninguna fraternidad. El 28 de junio de 1855 se fundó la organización con el nombre de Fraternidad Sigma Phi.  Lockwood utilizó su formación empresarial para ayudar a organizar la fraternidad en sus primeros años.  El eventual robo de la constitución, los rituales, los sellos y otros registros de Sigma Phi de la habitación de Lockwood en Oxford en enero de 1856 los impulsó a cambiar el nombre de la fraternidad a Sigma Chi.  Es posible que esta acción haya sido impuesta al grupo ya que ya existía una Sociedad Sigma Phi .
Gran parte de la heráldica de Sigma Chi se inspiró en la legendaria historia del emperador Constantino de la batalla del Puente Milvio contra Majencio. La Cruz Blanca y el lema " In Hoc Signo Vinces " son ejemplos del vínculo con Constantino.

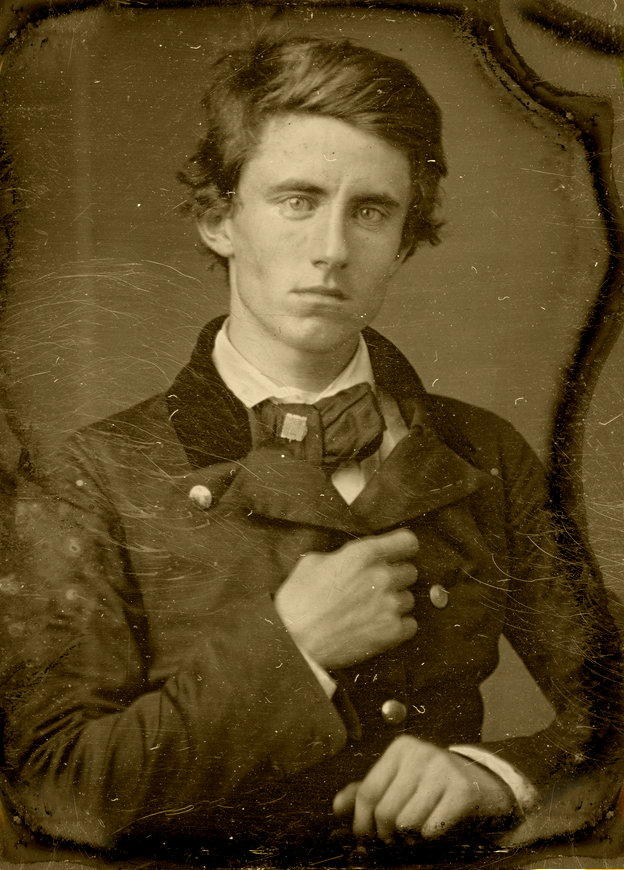
Benjamin Piatt Runkle circa 1857

### Fundadores
- Benjamin Piatt Runkle (3 de septiembre de 1836 - 28 de junio de 1916) nació en West Liberty, Ohio. Runkle ayudó a diseñar la insignia de Sigma Chi basada en la historia de Constantino y la visión de la Cruz. Runkle era conocido por tener un orgullo feroz y fue suspendido de la Universidad de Miami cuando luchó contra un miembro de Beta Theta Pi por burlarse de su placa. Cuando comenzó la Guerra Civil, Runkle se unió al Ejército de la Unión. Fue gravemente herido en la batalla de Shiloh y dado por muerto en el campo de batalla. Runkle permaneció en el ejército como carrera y se retiró como general de división. Después del ejército fue ordenado sacerdote episcopal. Fue el único fundador que sirvió como Gran Cónsul. Murió el día del cumpleaños número 61 de Sigma Chi en Ohio. Ahora está enterrado en el Cementerio Nacional de Arlington en Arlington, Virginia.[8]
- Thomas Cowan Bell (14 de mayo de 1832 - 3 de febrero de 1919) nació cerca de Dayton, Ohio. Tenía veintitrés años cuando se fundó Sigma Chi, el segundo mayor de los fundadores. Se graduó en la Universidad de Miami en 1857 y comenzó a enseñar. En 1861 se alistó en el Ejército de la Unión y ascendió al rango de teniente coronel. Después de la guerra, regresó a su carrera en educación, sirviendo como superintendente de escuelas en el condado de Nobles, Minnesota, así como director y presidente de varias instituciones preparatorias y universitarias en el oeste de los Estados Unidos. Bell murió el día después de asistir a la iniciación del capítulo Alfa Beta en la Universidad de California Berkeley el 3 de febrero de 1919. Está enterrado en el Presidio de San Francisco en el Cementerio Nacional de San Francisco en California. [9] Sección OS, Fila 43A, Tumba 3.[10]
- William Lewis Lockwood (31 de octubre de 1836-17 de agosto de 1867) nació en la ciudad de Nueva York. Era el único fundador que no había sido miembro de Delta Kappa Epsilon. Fue considerado el "hombre de negocios" de los fundadores y administró los fondos y las operaciones generales del primer capítulo, convirtiéndose en el primer tesorero de Sigma Chi. Después de graduarse de la Universidad de Miami en 1858, regresó a Nueva York y comenzó a trabajar como abogado. Recibió graves heridas sirviendo en el Ejército de la Unión durante la Guerra Civil, de las que nunca se recuperó por completo. Le puso a su hijo el nombre de Franklin Howard Scobey.[11]
- Isaac M. Jordan (5 de mayo de 1835 - 3 de diciembre de 1890) nació en Mifflinburg, Pensilvania como Isaac Alfred Jordan. [12] Su familia se mudó más tarde a Ohio,[13] donde Jordan conoció a Benjamin Piatt Runkle y se hicieron amigos cercanos. Después de graduarse de la Universidad de Miami en 1857, pasó a la escuela de posgrado, donde se graduó en 1862. Luego comenzó a trabajar como abogado y fue elegido miembro del Congreso de los Estados Unidos en 1882.[14] Procedió a cambiar su segundo nombre, Alfred , a solo la letra "M" para ayudar a distinguirse de su hermano y socio legal, Jackson A. Jordan. Murió en 1890 tras caer accidentalmente por el hueco de un ascensor mientras saludaba a un amigo. [15] Está enterrado en el cementerio Spring Grove en Cincinnati, Ohio.[12]
- Daniel William Cooper (2 de septiembre de 1830 - 11 de diciembre de 1920) nació cerca de Fredericktown, Ohio . Cooper fue el fundador de mayor edad y fue elegido primer cónsul de Sigma Chi. Después de graduarse de la Universidad de Miami en 1857, se convirtió en ministro presbiteriano. La insignia Sigma Chi original de Cooper pasó a manos de la Fraternidad en el momento de su muerte. Se coloca en cada nuevo Gran Cónsul en el momento de su instalación. Cooper está enterrado en el cementerio Allegheny en Pittsburgh, Pensilvania.[16]
- Franklin Howard Scobey (27 de mayo de 1837 - 22 de julio de 1888) nació en Hamilton, Ohio. Scobey fue considerado el espíritu de Sigma Chi por ser amigable con todos y no solo con un grupo selecto de personas.[17]  Después de graduarse de la Universidad de Miami en 1858, se graduó nuevamente en 1861 con un título en derecho. Trabajó como periodista en su ciudad natal hasta 1879, pero se convirtió en ganadero en Kansas hasta 1882. Luego, Scobey regresó a Ohio, donde se dedicó a la agricultura hasta su muerte. Scobey, que nunca fue físicamente robusto, sufrió pérdida de audición en sus últimos años.[18]
- James Parks Caldwell (27 de marzo de 1841 - 5 de abril de 1912) nació en Monroe, Ohio . A la edad de trece años, Caldwell había completado todos los estudios académicos que se podían ofrecer en su academia local. Luego fue enviado a la Universidad de Miami con créditos avanzados. Caldwell tenía sólo catorce años en el momento de la fundación, lo que lo convertía en el más joven de los fundadores. Después de que Caldwell se graduara de la Universidad de Miami en 1857, ejerció algo de derecho en Ohio, pero se mudó a Mississippi para comenzar una carrera como educador. Cuando estalló la Guerra Civil se unió al Ejército Confederado . Durante la guerra fue hecho prisionero pero más tarde, debido a la influencia del general Benjamin Piatt Runkle, se le ofreció la libertad con la condición de que renunciara a su lealtad a la Confederación. Rechazó esta oferta y permaneció leal al sur. Más tarde fue liberado, nuevamente debido a la influencia del general Runkle. Después de la guerra, regresó a Mississippi y fue admitido en el colegio de abogados. Se mudó a California en 1867 y ejerció la abogacía. En 1875 comenzó a viajar frecuentemente ejerciendo la abogacía y editando periódicos. Murió en Biloxi, Mississippi, donde se encontraron en su habitación los últimos números de The Sigma Chi Quarterly.[19]

### Primeros años

#### Capítulo de Constantino

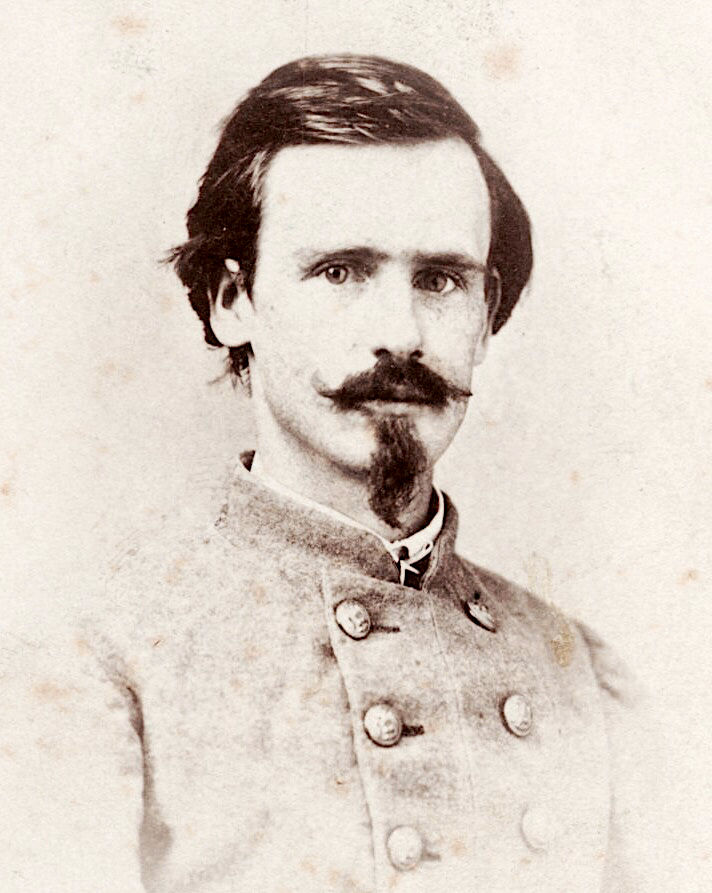
Harry St. John Dixon, en 1865

Harry St. John Dixon, un hermano del capítulo Psi de la Universidad de Virginia en Charlottesville, Virginia, que luchó por la Confederación , mantuvo un registro de todos los Sigma Chi en su vecindad en la guarda de su diario durante la Guerra Civil.   Comenzó a planificar un capítulo del Ejército Confederado de Sigma Chi con esta información. El 17 de septiembre de 1864, Dixon fundó el capítulo de Constantino de Sigma Chi durante la campaña de Atlanta con Harry Yerger, un hermano de Mississippi que estaba en la división de Dixon. Dixon explicó las razones por las cuales se creó el capítulo en tiempos de guerra diciendo:
Se determinó que varios miembros de la fraternidad estaban en el ejército de Tennessee bajo el mando del general Joseph E. Johnston durante la campaña de Atlanta en 1864. Se admitió que el Sur estaba para siempre desunido del gobierno general, y se supuso que todos los capítulos a lo largo de el Sur dejaría de existir. Además, se consideró conveniente que nosotros, los hermanos, nos conociéramos entre nosotros y conociéramos nuestras diversas órdenes con el fin de ayudar en caso de necesidad y comunicarnos en caso de necesidad con nuestros hermanos del Norte. En las ruinas que nos ocupaban, mi sentimiento era preservar los elevados principios tipificados por la Cruz Blanca. Sé que no tenía autoridad para establecer un capítulo de Sigma Chi fuera de una universidad, o en absoluto; pero, aislados como estábamos, pensé que debía elevar el nivel y fijar un punto de reunión. Al hacerlo, debemos preservar la Orden, hayamos fracasado o no en nuestra lucha por la independencia.  
Dixon y Yerger se pusieron en contacto con todos los hermanos enumerados en el diario que podían asistir a la reunión.  Se encontraron por la noche en una cabaña de madera desierta a unas pocas millas al suroeste de Atlanta. Dixon escribió más tarde:
La cabaña se encontraba en un estado de ruina espantoso. Sus toscas paredes y vigas estaban cubiertas de hollín y telarañas, y el suelo mostraba evidencias de haber sido lugar de descanso de diversos montones de ovejas.
Dixon fue elegido "Sigma" (presidente) y Yerger fue elegido "Chi" (vicepresidente); el capítulo también inició a dos hombres. La única insignia en el capítulo era una que Dixon había hecho con medio dólar de plata.
La última reunión se celebró el día de Año Nuevo de 1865. Los hombres en esa reunión aprobaron una resolución de rendir un "tributo de respeto" a los cuatro hermanos del capítulo que habían muerto durante la guerra. En mayo de 1939, Sigma Chi erigió el Memorial del capítulo de Constantino en memoria del capítulo de Constantino y sus miembros. El monumento está ubicado en la US 41 en el condado de Clayton, Georgia. 

#### Caso Purdue
En 1876, Emerson E. White se convirtió en presidente de la Universidad Purdue . Exigió que cada solicitante de admisión firmara un compromiso de "no unirse ni pertenecer a ninguna de las llamadas sociedades griegas u otras sociedades secretas universitarias " mientras asistiera a la escuela. El capítulo de Sigma Chi en Purdue, que ya estaba establecido en la universidad, envió peticiones a la facultad y defendió su caso ante el consejo de administración, pero no logró cambiar la regla. 
En el otoño de 1881, Thomas P. Hawley solicitó la admisión en la universidad. Hawley, que ya había sido iniciado en Sigma Chi, se negó a firmar el compromiso y se le negó la admisión. Hawley llevó a Purdue a los tribunales, pero el juez falló a favor de la decisión de la facultad. Sin embargo, también dictaminó que la facultad no tenía derecho a negarle a Hawley sus clases por la cuestión de la fraternidad . El caso fue llevado a la Corte Suprema de Indiana , que revocó la decisión el 21 de junio de 1882. Esta victoria de Sigma Chi también permitió que otras fraternidades se unieran a Purdue y condujo a la renuncia del presidente de Purdue en 1883.

### SigloXX

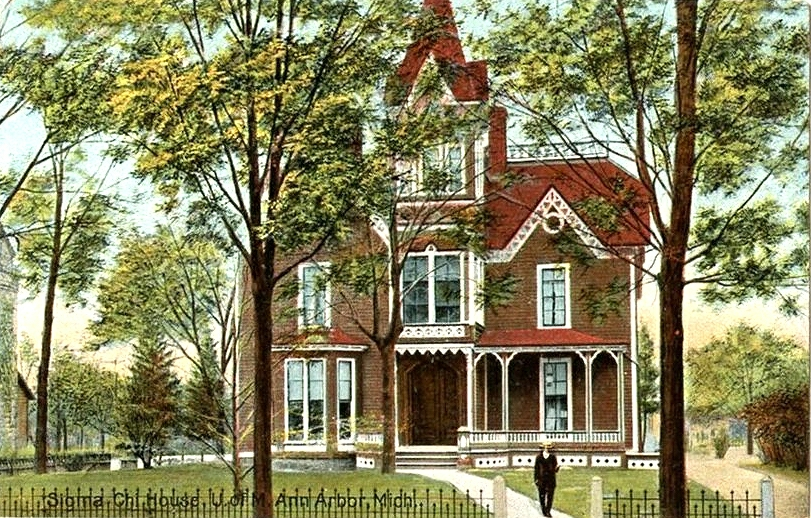
Casa Sigma Chi en la Universidad de Michigan c. 1906–1909 Calle South State, Ann Arbor, Michigan.

Durante la primera mitad del siglo XX la Fraternidad General se expandió en muchos lugares. En 1899, la Fraternidad adoptó el diseño de la bandera creado por Henry V. Vinton. En 1901, el Gran Capítulo aprobó el pin de compromiso de la Fraternidad. En 1903, en el Gran Capítulo de Detroit, se estableció la Junta de Grandes Fideicomisarios. En 1922, el capítulo Alpha Beta de la Universidad de California en Berkeley celebró el "Channingway Derby", que condujo a la creación de los "Sigma Chi Derby Days".Algunos de los premios creados durante este tiempo incluyen el Premio Significant Sig en 1935 y la Orden de Constantino en 1948.

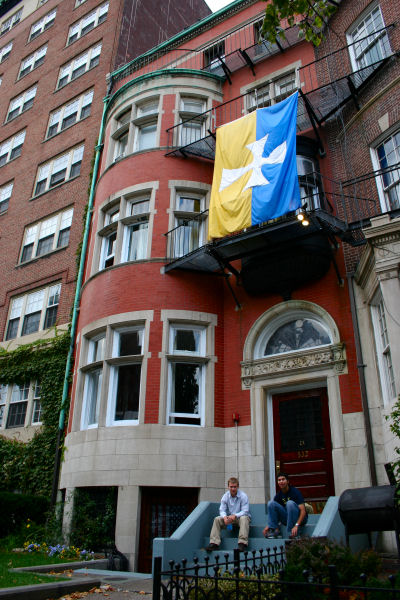
Sala capitular Sigma Chi en el MIT

A principios del siglo XX, Sigma Chi había instalado un total de 74 capítulos y 58 aún estaban activos.  Habiendo establecido sólo una forma centralizada de gobierno en 1922, Sigma Chi estaba instalando nuevos capítulos a un ritmo de aproximadamente un capítulo por año. El 22 de abril de 1922, se instaló el capítulo Beta Omega en la Universidad de Toronto en Toronto, Ontario , convirtiendo así a Sigma Chi en una fraternidad internacional.
La Fundación Sigma Chi se creó el 9 de noviembre de 1939, cuando se constituyó la Fundación Sigma Chi Endowment en Colorado . Esta dotación educativa fue discutida por primera vez en 1898 por exalumnos que querían ayudar financieramente a los estudiantes universitarios para que pudieran terminar sus estudios universitarios.

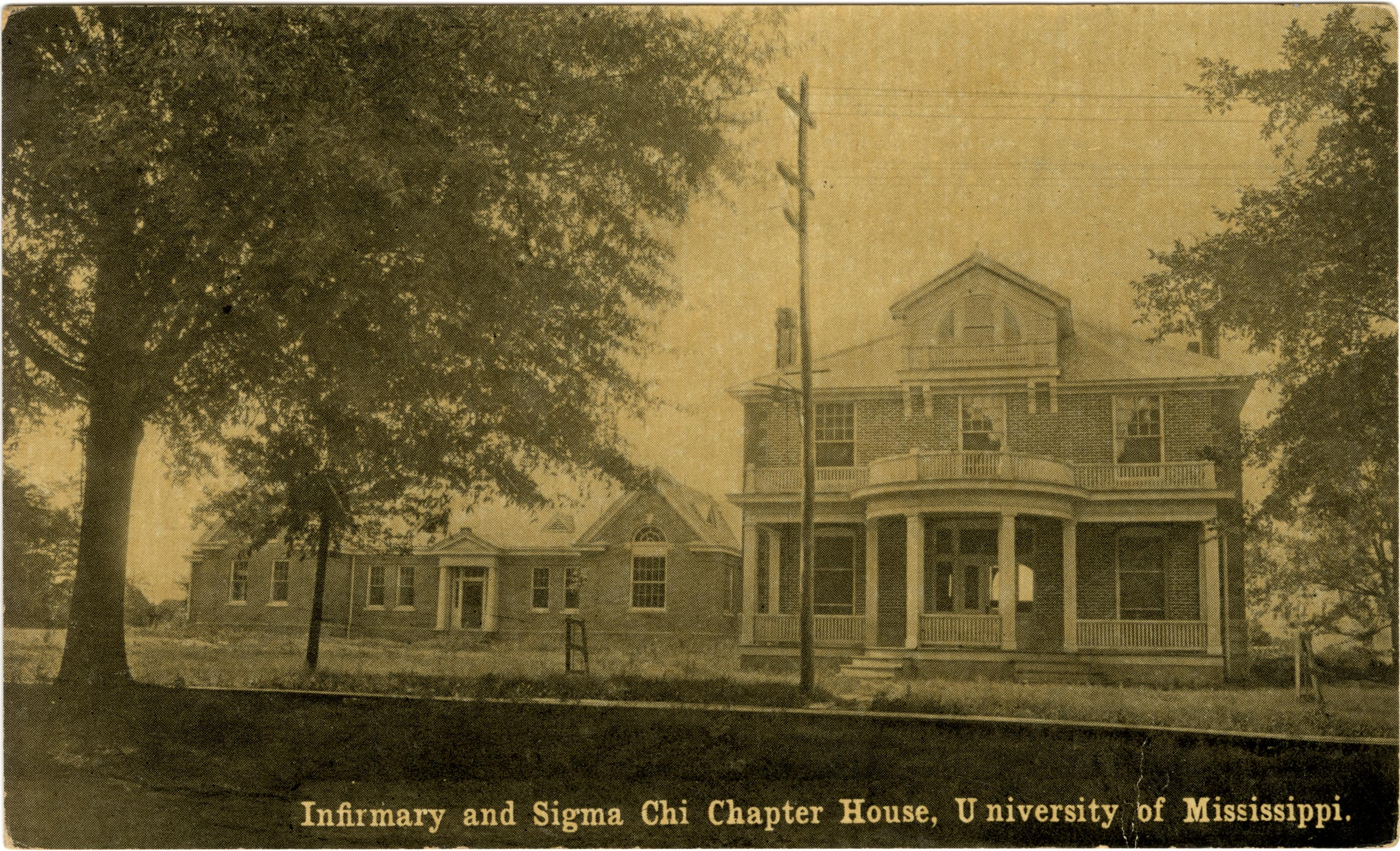
Enfermería y sala capitular Sigma Chi, Universidad de Mississippi

Las guerras mundiales del siglo XX se cobraron la vida de 103 Sigs en la Primera Guerra Mundial y 738 en la Segunda Guerra Mundial. Un gran resurgimiento de la actividad universitaria siguió a la Segunda Guerra Mundial debido a un aumento en la membresía de los capítulos. Este aumento se debió a que los hombres que regresaban del servicio militar regresaron a la escuela, así como a la habitual incorporación de nuevos hermanos.
Durante la Segunda Guerra Mundial, los funcionarios de la Fraternidad General se dieron cuenta de que algunos exalumnos, así como algunos capítulos de estudiantes universitarios, creían que algunos de los requisitos previos para ser miembro de Sigma Chi estaban obsoletos y debían cambiarse o eliminarse. Esto llevó a las primeras discusiones sobre la membresía dentro de la fraternidad que continuaron hasta principios de 1970. Hasta ese momento, los requisitos de membresía habían especificado que un miembro potencial debe ser un "estudiante varón blanco auténtico". Después de la primera discusión en 1948 en el Gran Capítulo de Seattle , el comité de Enmiendas Constitucionales pospuso la cuestión en espera de un estudio adicional del problema que se informaría al Gran Capítulo de 1950. El estudio mostró que el tema era "muy candente" en 13 campus con capítulos de Sigma Chi y sólo "tibio" en una docena de otros campus.
Durante este período, los cuatro fundadores restantes de Sigma Chi (de los siete originales) murieron; Daniel William Cooper fue el último fundador en morir. La muerte de Cooper llevó a la Fraternidad a obtener uno de sus objetos más valiosos: la insignia Sigma Phi de Cooper. El cuerpo de Cooper fue enviado en tren a su lugar de descanso final en Pittsburgh , y el capítulo Beta Theta de la Universidad de Pittsburgh tuvo el privilegio de administrar su servicio conmemorativo. El 13 de diciembre de 1920, el cuerpo de Cooper fue trasladado a la sala capitular Beta Theta , donde el cónsul Beta Theta, Donald E. Walker, quitó la insignia Sigma Phi de Cooper y la reemplazó por la suya propia. Beta Theta Pro-Consul, Regis Toomey , cantó el himno "With Sacred Circle Broken" antes de que Cooper fuera llevado a su lugar de descanso final.

## Nomenclatura e insignias

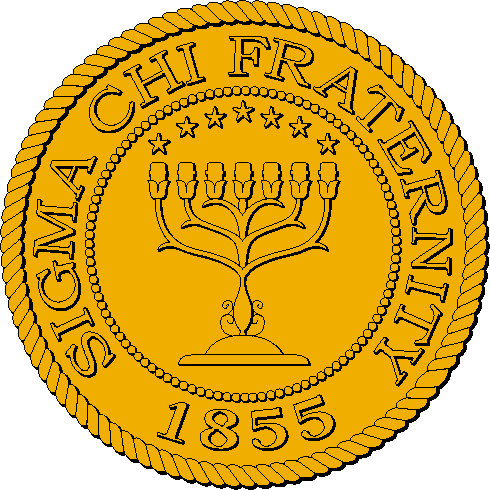
Sello de Sigma Chi

### La Insignia
La insignia de Sigma Chi es una cruz blanca con esmalte blanco y negro. Dos cadenas de oro conectan los dos brazos. En la parte superior del brazo hay llaves cruzadas, en el brazo izquierdo hay una cabeza de águila y en el brazo derecho hay un pergamino. En el brazo inferior hay dos manos entrelazadas y siete estrellas. 

### El Sello
El sello de Sigma Chi es circular. En el borde exterior está "Fraternidad Sigma Chi" y en la parte inferior están los números "1855". En el centro hay siete estrellas y un candelabro de siete brazos. 

### Escudo de Armas
La cresta de Sigma Chi es un escudo normando azul con una cruz blanca en el centro. Encima del escudo normando hay un pergamino y una cresta de la cabeza de un águila que sostiene una llave. Debajo, el lema público de la fraternidad, "In Hoc Signo Vinces", está colocado en un pergamino. Puede traducirse como "Con este signo, vencerás". 

## Gobernanza

### Oficiales del capítulo
Los oficiales de los capítulos universitarios en su mayoría tienen títulos derivados de la Roma imperial . Los altos funcionarios de cada capítulo son conocidos como Cónsul (presidente), Pro Cónsul (vicepresidente), Anotador (secretario), Cuestor (tesorero), Magister (instructor de promesas), Kustos (sargento de armas), Tribuno ( comunicaciones), Gerente de Riesgos e Historiador. Esos títulos son los principales funcionarios comunes a todos los capítulos. Los capítulos también tienen otros puestos, como presidente social, presidente de deportes, presidente de becas, administrador de la casa, presidente de reclutamiento, etc., además de otros puestos y títulos que varían de un capítulo a otro.
Los puestos y deberes del capítulo de exalumnos también pueden variar de un capítulo a otro. Los capítulos de antiguos alumnos utilizan los títulos de cargos más comunes, como: presidente, vicepresidente, secretario y tesorero.

### Grandes oficiales
La organización internacional utiliza títulos romanos similares, normalmente con el prefijo "Grand". El Gran Cónsul es el presidente internacional de Sigma Chi. Preside el Comité Ejecutivo y el Gran Capítulo.

### Gran Capítulo
El Gran Capítulo es el órgano legislativo supremo de Sigma Chi y se reúne en años impares. Está compuesto por un delegado de cada capítulo de pregrado activo y capítulo de exalumnos, el Gran Cónsul y los Grandes Cónsules Pasados, cada uno con derecho a un voto. El Gran Capítulo elige a los funcionarios de la Fraternidad y modifica o modifica la Constitución, los Estatutos y el Reglamento del Comité Ejecutivo. Puede otorgar o revocar estatutos, así como disciplinar a cualquier capítulo, funcionario o miembro.El Gran Capítulo de Sigma Chi más reciente se celebró en Toronto, Ontario, del 22 al 25 de junio de 2023.

### Gran Consejo
El Gran Consejo se reúne todos los años cuando no se celebra ningún Gran Capítulo. El Gran Consejo está formado por Grandes Oficiales, Pasados Grandes Cónsules, miembros del Comité Ejecutivo, Grandes Fideicomisarios, Grandes Pretores, miembros de la Junta de Capacitación de Liderazgo y un estudiante universitario de cada provincia. Podrá modificar los Estatutos o el Reglamento del Comité Ejecutivo.

### Comité Ejecutivo
El Comité Ejecutivo se reúne al menos cuatro veces al año. El Comité Ejecutivo está formado por 12 miembros; Gran Cónsul, Gran Procónsul, Gran Cuestor, el Pasado Gran Cónsul inmediato, un Gran Fideicomisario elegido por la Junta de Grandes Fideicomisarios, dos Grandes Pretores elegidos por el Colegio Pretorial, un exalumno miembro general, dos representantes universitarios elegidos por el delegados universitarios de cada capítulo y los dos ganadores más recientes del Premio Internacional Balfour. El comité regula el presupuesto y los gastos, así como asigna funciones al personal de la Sede Internacional.

### Fundaciones benéficas
La Fundación Sigma Chi es una organización caritativa y educativa exenta de impuestos, separada e independiente de la Fraternidad, cuyo propósito expreso es servir como recurso de financiación educativa para los estudiantes universitarios y graduados miembros de la Fraternidad Sigma Chi.
Un Patronato gobierna la Fundación. La presidenta y directora ejecutiva de la Fundación es Ashley Woods y las oficinas de la Fundación están ubicadas en Evanston, Illinois.
La Fundación Canadiense Sigma Chi es la contraparte canadiense de la Fundación Sigma Chi. Sirve independientemente tanto de la fraternidad como de la fundación estadounidense. Fue formada por exalumnos canadienses de Sigma Chi como una fundación benéfica registrada para proporcionar una forma fiscalmente efectiva para que Canadian Sigma Chi apoye las actividades educativas de los capítulos universitarios canadienses.La Fundación está dirigida por un Presidente y una Junta Directiva de antiguos alumnos.

## Programas de liderazgo
- El Taller de Líderes Transformacionales de Krach (KTLW) es un retiro de tres días que se lleva a cabo anualmente desde 1947. Los miembros universitarios reciben capacitación para roles específicos dentro de su capítulo. Los exalumnos voluntarios también reciben formación de tutoría. La KTLW lleva el nombre del 64º Gran Cónsul de la Fraternidad, Keith Krach. [38]
- Horizons es un taller de seis días para hermanos universitarios. El programa tiene como objetivo crear líderes basados en valores para toda la vida.[39]
- Mission 365 es un taller de reclutamiento. A los participantes se les enseña cómo "aumentar tanto la calidad como la cantidad" de nuevos miembros potenciales.[40]
- El Programa Journey es una capacitación de superación personal para capítulos de pregrado. Hay seis talleres de Journey, cada uno con un objetivo específico para mejorar un aspecto del capítulo.[41]
- El programa Sigma Chi Choices y el Taller Sigma Chi Crossroads tienen como objetivo combatir el abuso de drogas y alcohol y abordar la salud mental entre los miembros.[42]
- Sigma Chi Lifeline es un recurso en línea para quienes padecen enfermedades mentales. El programa tiene como objetivo prevenir el suicidio entre estudiantes universitarios brindando información y apoyo a aquellos afectados por problemas de salud emocional y mental.[42]

## Filantropía

### Días del Derby
Derby Days es una serie de eventos benéficos realizados por todos los capítulos de Sigma Chi. A lo largo de una semana, un capítulo participante organiza y alberga una serie de eventos y competencias entre las hermandades de mujeres de su campus. El dinero se recauda a través de donaciones o mediante eventos de tipo recaudación de fondos. Organizar un evento Derby Days no es obligatorio para ningún capítulo. Un evento común que se lleva a cabo en muchos campus es el Derby Run, donde los hermanos deben usar derbis durante todo el día, mientras que las hermanas de las hermandades participantes intentan robárselos. Según el sitio web oficial de la Fraternidad Internacional, la misión básica de Derby Days es servir a la comunidad.  Según información de archivo en la sede internacional de Sigma Chi, el primer evento del "Día del Derby" se celebró en 1916 en la Universidad de California-Berkeley . Entonces conocido como el "Channing Way Derby" debido a la ubicación del capítulo California-Berkeley en Channing Way y College Avenue, el evento se extendió a otros capítulos que crearon su propio Día del Derby.  La mayor cantidad de dinero recaudado por cualquier capítulo de Sigma Chi fue el capítulo de Iota Psi en la Universidad de Rutgers en el otoño de 2016. Los hermanos del capítulo de Iota Psi recaudaron $ 300,007 con la ayuda de las ocho hermandades de mujeres de la Universidad: Zeta Tau Alpha, Phi Sigma Sigma, Sigma Delta Tau, Phi Mu, Delta Gamma, Gamma Phi Beta, Sigma Kappa y Alfa Gamma Delta. Todo este dinero se dona a la Huntsman Cancer Foundation. 300.007 dólares es la mayor cantidad de dinero recaudado en un solo evento por cualquier organización griega en el mundo.

### Merlin Olsen Día de Servicio
En honor a Merlin Olsen, exalumno notable de Sigma Chi y miembro del Salón de la Fama de la NFL, la fraternidad reconoce el 15 de septiembre como el Día de Servicio de Merlin Olsen. En este día, se anima a los miembros de la fraternidad a ofrecerse como voluntarios para mejorar sus comunidades.
Children's Miracle Network Hospitals (CMNH) es el beneficiario sugerido de Sigma Chi. Olsen presentó la organización a la fraternidad en 1992. Desde entonces, los exalumnos de Sigma Chi y los capítulos universitarios han recaudado más de 6,9 millones para CMNH. Cada capítulo tiene un afiliado de CMNH en un radio de menos de 200 millas, y cada capítulo realiza donaciones al hospital afiliado más cercano.

### Huntsman Cancer Foundation/Huntsman Cancer Institute
El Huntsman Cancer Institute (HCF/HCI) es el socio benéfico preferido de Sigma Chi. Fue elegido en la celebración del 150 aniversario de Sigma Chi en 2005. Hoy en día, el Huntsman Cancer Institute se dedica a investigar las causas, los tratamientos y los métodos preventivos del cáncer. El instituto fue fundado en 1995 por el exalumno de Sigma Chi y fundador de Huntsman Corporation, Jon M. Huntsman Sr. Huntsman ha donado más de 350 millones de dólares al instituto y ha alentado a sus hermanos a contribuir también.  Para 2019, los capítulos universitarios de Sigma Chi habían recaudado más de $ 12 millones para apoyar al Huntsman Cancer Institute y han elevado su compromiso a $ 20 millones adicionales. En el año calendario 2021, los capítulos universitarios de Sigma Chi recaudaron $2,333,232.44. 

## Premios

### Premios de pregrado
Sigma Chi otorga dos premios de pregrado, el Premio Peterson Significant Chapter, que se otorga a los capítulos que muestran un sólido desempeño en todas las áreas de operaciones del capítulo, y el Premio Internacional Balfour, que se otorga cada año a uno graduado de último año que sobresale en cuatro criterios; beca, carácter , servicio de fraternidad y liderazgo en el campus.

### Premio Significant Sig
La fraternidad también otorga tres premios a exalumnos: El premio Significant Sig se otorga a un miembro que se ha destacado enormemente en su campo de estudio u ocupación. Los primeros siete premios Significant Sig fueron otorgados a George Ade, Roy Chapman Andrews, John T. McCutcheon, Chase S. Osborn, James Wallington, F. Dudleigh Vernor y Samuel P. Cowley.  La Orden de Constantino se otorga a los exalumnos que han dedicado un largo y distinguido servicio a la Fraternidad.El premio Semi-Century Sig se otorga a hermanos que han estado activos en la fraternidad durante 50 años o más.

### Amor internacional
La mayoría de los capítulos universitarios eligen a una mujer asociada con el capítulo como novia del capítulo. En cada Gran Capítulo, la fraternidad elige a una Novia de un capítulo para que sea la Novia Internacional de Sigma Chi durante dos años. El Premio Internacional Sweetheart se presenta en función de la personalidad, el carácter, la participación en el campus, las actividades de Sigma Chi, los logros generales, el aplomo y la gracia. Cada nominado debe ser el novio de un capítulo de pregrado para el año nominado y un estudiante en la universidad del capítulo nominado.  Judy Garland fue una Sigma Chi Sweetheart del capítulo de la Universidad Estatal de Ohio y Faye Dunaway fue una Sigma Chi Sweetheart del capítulo de la Universidad de Florida.

### Pin de reconocimiento al servicio militar
El Pin de Reconocimiento del Servicio Militar reconoce a los veteranos dados de baja con honores o a los miembros actualmente en servicio de las fuerzas armadas que están al día con la Fraternidad Sigma Chi. El alfiler consiste en una sola espada de estilo normando empujada hacia arriba con un pequeño escudo normando Sigma Chi con una cruz grabada colocada en el extremo inferior de la hoja, justo encima de la empuñadura , y debe usarse en la solapa del hermano. El concepto y diseño del pin del servicio militar fue creado por Life Loyal Sig Anthony Dauer Theta Beta en 1993 y se presentó por primera vez en el Gran Capítulo de 2007.

## Publicaciones

### La Revista de Sigma Chi
La Revista de Sigma Chi es la publicación trimestral oficial para los hermanos universitarios y ex alumnos de la Fraternidad Sigma Chi. Publicado por primera vez en 1881 en Gettysburg College, capítulo Theta, como The Sigma Chi , la publicación finalmente se trasladó a Chicago y el nombre se cambió a The Sigma Chi Quarterly.  El nombre se cambió más tarde a The Magazine of Sigma Chi.

### El escudo normando
El Escudo Normando es el manual de referencia de la Fraternidad.  Fue autorizado por el 24º Gran Cónsul Herbert C. Arms en el Gran Capítulo de 1924. Fue compilado por primera vez en 1929 por Arthur Vos, Jr. y se basó en el folleto que preparó para el capítulo Beta Mu en la Universidad de Colorado en Boulder , que Vos indicó que se basó en el material contenido en el Manual y Directorio de 1922.  
Contenía biografías de los fundadores, antiguos alumnos importantes, una historia de la Fraternidad, la Constitución y los Estatutos, y otros escritos relevantes para la fraternidad.

## Capítulos
A partir de 2023, la fraternidad tiene dieciséis capítulos o colonias asociadas.

## Alumnos notables de Sigma Chi
Sigma Chi tiene alumnos que se destacan en muchas industrias y campos diferentes. En atletismo, Sigma Chi tiene 5 estrellas de la MLB , 6 campeones de la Serie Mundial , 7 jugadores All-Pro de la NFL, 6 campeones del Super Bowl, 2 campeones de baloncesto de la NCAA y 3 poseedores de medallas olímpicas. Algunos de estos Sigs notables incluyen a Mike Ditka, Bob Griese, Drew Brees,  Sean Payton, Joe Gordon, Jay Wright y Eric Fonoimoana. En política, Sigma Chi ha tenido 24 representantes de Estados Unidos , 11 senadores de Estados Unidos , 8 gobernadores de Estados Unidos, 5 vicegobernadores y 1 presidente de Estados Unidos a través de la membresía honoraria de Grover Cleveland en el capítulo de la Universidad de Michigan. Entre los actores notables de Sigma Chi se incluyen 9 ganadores del premio Emmy, 5 ganadores del premio Screen Actors Guild, 4 ganadores del premio Golden Globe y 3 ganadores del premio de la Academia. Estos alumnos notables incluyen a Brad Pitt, John Wayne, Tom Selleck, Brian Dennehy, Woody Harrelson, David Letterman y Ty Burrell.

## Controversias y malas conductas de los miembros

### SigloXX
- En 1965 y 1967 respectivamente, los capítulos de Sigma Chi en la Universidad de Stanford en Stanford, California y Whitman College en Walla Walla, Washington , se desafiliaron de la organización de fraternidad nacional cuando se negaron a cumplir con la política de membresía exclusiva para blancos de la organización nacional. La política de la organización nacional fue cambiada en 1971 para eliminar la discriminación racial.[61]

### 2000
- En julio de 2001, la sección de la Universidad de Tennessee en Chattanooga fue suspendida durante cuatro años después de que una investigación determinara que había violado las normas sobre novatadas. La fraternidad también admitió que había proporcionado información falsa a las autoridades policiales y escolares sobre dos incidentes relacionados con novatadas.[62][63]

- En 2002, las secciones de la Universidad de Missouri y la Universidad de Kansas fueron suspendidas durante cuatro años por un incidente grave de novatadas.[62][63]

- En 2004, un estudiante de primer año de 19 años de la Universidad de Oklahoma fue encontrado muerto en la casa de la fraternidad Sigma Chi. La universidad suspendió el reconocimiento del capítulo Beta Kappa. En 2006, el capítulo Beta Kappa de Sigma Chi fue restablecido en la Universidad de Oklahoma.

- El capítulo de la Universidad Estatal de San José en San José, California, encontró a un miembro, Gregory Johnson, Jr., ahorcado en su sótano el 22 de noviembre de 2008. En ese momento, se consideró un suicidio, pero en 2020 un grupo de activistas hizo públicas sus preocupaciones sobre lo que creen que es una investigación incompleta de la muerte de Johnson, citando la posibilidad de motivaciones racistas.[64]

- El capítulo de la Universidad de Nebraska en Lincoln fue suspendido por novatadas y violaciones de consumo de alcohol en 2009. Las promesas de novatadas que soportaron incluyeron tomar tragos de salsa picante Tabasco y vodka hasta que vomitaron, se les ordenó hacer ejercicios extenuantes mientras sus "hermanos mayores" les arrojaron objetos, y una promesa fue elegida al azar y fue penetrada analmente con un consolador vibrante por una stripper contratada durante una fiesta de iniciación. Ocho miembros fueron arrestados y acusados de novatadas y de proporcionar alcohol a menores.[65]

### 2010
- En septiembre de 2012, la policía del campus de la Universidad de Tennessee en Chattanooga recibió un informe de una violación en la casa de la fraternidad Sigma chi.[66]
- En 2012, el capítulo de la Universidad de Alabama en Tuscaloosa, Alabama, fue demandado por un ex promesa después de que miembros de la fraternidad lo golpearon brutalmente en una fiesta que resultó en lesiones graves, depresión y ansiedad severa. El capítulo también fue citado por proporcionar alcohol a menores de edad.[66]
- En 2013, la organización suspendió el capítulo de la Universidad de Auburn en Auburn, Alabama (con el apoyo de la universidad) por novatadas a nuevos miembros en 2005. [67]
- El capítulo de la Universidad de Tennessee en Chattanooga fue suspendido por violaciones de novatadas y consumo de alcohol en 2011, que incluían rituales de novatadas perturbadoras.[67]
- El capítulo de la Universidad de Dayton en Dayton fue suspendido por tres años en 2013 por dañar la propiedad de una tienda, orinar dentro de la tienda y exponerse a los transeúntes.[68]
- Un miembro de una fraternidad del Westminster College en St. Louis cumplió 120 días de cárcel por golpear violentamente a uno de sus hermanos de fraternidad en 2013.[69]
- El capítulo de la Universidad de Florida Central en Orlando fue suspendido en 2013 después de que aparecieran fotos en las redes sociales de promesas siendo obligadas a consumir alcohol y enfermándose por consumo excesivo. Varias otras fraternidades en el campus también fueron acusadas de novatadas y abuso de alcohol con sus promesas ese mismo semestre, lo que llevó al presidente de la universidad a prohibir temporalmente todas las actividades de Greek Life en el campus.[70][71]

- Tres miembros de Sigma Chi de la Universidad James Madison en Harrisonburg, Virginia, fueron declarados culpables de agredir sexualmente a una estudiante y distribuir una grabación del incidente. A los miembros se les prohibió la entrada al campus después de su graduación en 2014.[72]
- El capítulo de la Universidad de West Virginia en Morgantown tuvo seis miembros arrestados en 2014 y citados por el departamento de policía de Morgantown por promesas de novatadas y facilitar el consumo de alcohol por parte de menores. Después de una fiesta organizada por la fraternidad, varios miembros dejaron a diecinueve estudiantes, la mayoría de los cuales estaban ebrios, en un lugar aleatorio lejos del campus sin sus teléfonos celulares ni billeteras y les dijeron que encontraran el camino de regreso a su casa de fraternidad en el campus como parte de un ejercicio de "formación de equipos".[73]
- La Universidad de Dayton en Dayton prohibió permanentemente la fraternidad en 2014 después de que la muerte de un miembro revelara que el capítulo no había cumplido con los parámetros de su suspensión.[74]

- La Universidad de Houston suspendió su capítulo Sigma Chi por novatadas en 2015. La universidad también suspendió a cinco estudiantes en espera de una investigación y envió sus conclusiones al fiscal de distrito.[74]  La universidad ha acusado a la organización nacional de ocultar información sobre las actividades del capítulo. [75] El capítulo fue posteriormente cerrado por la organización nacional.[76]
- Westminster College y la fraternidad nacional suspendieron conjuntamente el capítulo de esa escuela en 2015. La suspensión fue en respuesta a novatadas, problemas académicos y comentarios racistas y sexistas de los miembros en las redes sociales.[77][78]
- El capítulo de la Universidad de Indiana de Pensilvania en Indiana, Pensilvania, fue suspendido por su junta directiva nacional en 2015 después de que una mujer fuera inmovilizada y violada violentamente por un estudiante que no era miembro ni miembro de la Fraternidad.[79]
- Un miembro de Sigma Chi de la Universidad Estatal de Utah en Logan fue expulsado de la fraternidad en 2015 después de ser acusado de dos cargos de violación y agresión sexual agravada.  Se cree que los ataques tuvieron lugar en la casa de la fraternidad.[80]
- La sede de la Universidad Brown en Providence, Rhode Island, fue suspendida en 2015 por facilitar conducta sexual inapropiada y organizar una fiesta no autorizada con alcohol.[81]
- La sede de la Universidad Estatal de Luisiana en Baton Rouge fue cerrada en 2015 por promesas de novatadas repetidas y uso de drogas ilegales en la casa de la fraternidad. Dos meses antes del cierre del capítulo, un miembro de la fraternidad de 21 años murió de una sobredosis de heroína.[82][83]
- La sede de la Universidad de Carolina del Sur se cerró en 2016 por abuso físico y mental de sus promesas. Sigma Chi fue la quinta fraternidad de la USC que se cerró o suspendió desde el otoño de 2014.[84]

- El capítulo de la Universidad de Tennessee en Chattanooga fue suspendido tras la violación de una menor en 2016. La investigación descubrió 148 denuncias de delitos sexuales durante un período de 7 años.[85]
- El capítulo de la Universidad de Arkansas fue suspendido en 2016 por promesas de novatadas repetidas y por violar la política de no novatadas de la fraternidad y la escuela.[86]
- Un ex promesa de la Universidad de Arizona en Tucson demandó a su capítulo en 2016 después de que sus hermanos de fraternidad lo culparan por la sobredosis no fatal de una asistente a la fiesta.[87]

- El capítulo de la Universidad del Este de Illinois fue suspendido indefinidamente luego de varias acusaciones de promesas de novatadas.[88]
- El capítulo de la Universidad de Rutgers en New Brunswick, Nueva Jersey, fue cerrado en 2017 por el Comité Ejecutivo, que citó "la gestión continua de riesgos y otras cuestiones de responsabilidad". A sus miembros se les prohibió participar en negocios de fraternidad hasta 2023. [89] A principios de ese semestre de otoño, las ocho hermandades representadas en el Consejo Panhelénico de Rutgers emitieron una declaración conjunta condenando el acoso orquestado por Sigma Chi y prohibiendo a Sigma Chi todas sus actividades. [90] También hubo acusaciones de que durante una reunión con la hermandad de mujeres Sigma Delta Tau, Sigma Chi había añadido Xanax al ponche que servían. [90]Mientras ocurrían estos eventos, el capítulo de Rutgers ya estaba sobre libertad condicional restrictiva por "violaciones de políticas sociales, adherencias a otras políticas universitarias y robo/daños a la propiedad".[90]
- Después de que un estudiante de la Universidad de Lehigh en Bethlehem, Pensilvania , fuera citado por beber alcohol como menor de edad en una fiesta organizada por una fraternidad y dos estudiantes fueran hospitalizados por intoxicación por alcohol sin que ninguno de los hermanos de la fraternidad prestara ayuda, [91] el capítulo de la Universidad de Lehigh fue suprimido por el gobierno nacional. organización en 2017.[92]
- El capítulo de la Florida Atlantic University en Boca Raton expulsó a un miembro en 2017 después de que se descubrió que había malversado más de $18,000 de los fondos del capítulo. La razón por la que el ex hermano malversó los fondos fue para financiar su adicción a la heroína.[93]

- En mayo de 2018, se suspendió el reconocimiento del capítulo Sigma Chi de la Universidad de Stanford, luego de una acusación de que siete estudiantes podrían haber sido drogados por alguien que no era estudiante mientras visitaban a miembros del equipo de remo de la universidad en la casa de la fraternidad.  A partir de enero de 2022, la fraternidad permanecía suspendida.[94]

- El Comité Ejecutivo cerró el capítulo de la Universidad de Richmond en 2019 después de una investigación dirigida por la universidad sobre la posible violación de la política de conducta estudiantil y novatadas de la Universidad, y a sus miembros se les prohibió participar en actividades dirigidas por Sigma Chi.  El Gran Cónsul comentó: "Las ofensas que el capítulo ha cometido son simplemente demasiado graves para permitir que se perpetúe la cultura que existe dentro del grupo".[95]
- El capítulo de la Universidad de Troy se suspendió en 2019 después de que un padre denunciara un incidente de novatadas a la policía. El decano de estudiantes comentó sobre el incidente: "Si no se hubiera presentado, habría sido mucho peor". Siete miembros fueron eliminados del capítulo por el evento.[96][96]
- El capítulo de la Universidad Estatal de Fresno fue suspendido en 2019 debido a consumo de alcohol por parte de menores de edad, daños a la propiedad, quejas por ruido y múltiples agresiones físicas que resultaron en lesiones graves en la fiesta patrocinada por la fraternidad que promocionaron como "Cinco de Drinko", el 5 de mayo. Tras el incidente, la universidad y la sede nacional de Sigma Chi colocaron el capítulo de suspensión provisional. [97][98]
- El capítulo de la Universidad de Missouri fue “suspendido indefinidamente” en 2019, luego de una investigación y suspensión en 2018 por uso ilegal de alcohol, novatadas e interrupción de las actividades universitarias. [62][99]

### 2020
- Un ex prometido de la Universidad de Texas en Arlington (UT Arlington) demandó a la fraternidad por $1 millón en 2020. Mientras se comprometía con la fraternidad, los miembros de la fraternidad le ordenaron que consumiera alcohol en exceso, lo que provocó una intoxicación por alcohol. También estuvo sujeto a otras actividades de novatadas que a menudo lo llevaron a humillaciones y desmayos. El liderazgo nacional de la fraternidad decidió suspender indefinidamente el capítulo de UT Arlington. [100]
- El capítulo de la Universidad de Wisconsin en Madison (UW) se cerró después de múltiples infracciones relacionadas con el alcohol en 2020. El capítulo tiene un largo historial de varios tipos de infracciones y fue una de las seis fraternidades de la UW que cerraron en los últimos años. [101]
- El capítulo de la Universidad de Arkansas expulsó a dos hermanos en 2020 por burlarse del asesinato de George Floyd. [102][103]
- En 2021, como parte de un evento de novatadas supuestamente obligatorio en la sección de Chattanooga de la Universidad de Tennessee, Dylan Johnson, estudiante de primer año de 18 años, murió como resultado del consumo excesivo de alcohol. Se presentaron cargos de homicidio involuntario contra la propia organización Sigma Chi, y no contra ningún individuo. En respuesta, el capítulo se disolvió y el caso fue suspendido. Posteriormente, el MIT llegó a un acuerdo con la familia de Johnson por 3,46 millones de dólares. [100][101]

- En julio de 2021, la sede de la Universidad de Ohio fue suspendida durante cuatro años después de que una investigación determinara que había violado las normas sobre novatadas. La fraternidad también admitió que había proporcionado información falsa a las autoridades policiales y escolares sobre dos incidentes relacionados con novatadas. [104]
- En agosto de 2021 se informó a la policía del campus de la Universidad de Nebraska y en las redes sociales que había tenido lugar una agresión sexual en Sigma Chi en Lincoln. Sigma Chi anunció que el capítulo se pondría en "autosuspensión" y el miembro de la fraternidad acusado fue expulsado. El informe llegó durante las protestas callejeras en curso contra la cercana Phi Gamma Delta , donde se informó de una agresión sexual una semana antes. [105]

- En enero de 2022, National Public Radio obtuvo una copia parcial de un informe policial de una llamada de la entonces estudiante Elizabeth Holmes el 5 de octubre de 2003, en la que decía haber sido agredida sexualmente en las primeras horas de esa mañana en el Sigma Chi. casa de fraternidad en la Universidad de Stanford. Holmes fundaría la nueva empresa de biotecnología Theranos más tarde ese mismo año, y la presunta agresión sexual salió a la luz cuando fue juzgada por fraude en su trabajo en la empresa en 2021. [94]